# Luca Baudo
Pour les articles homonymes, voir Baudo.
Luca Baudo, né probablement à Novare entre 1460 et 1465, est un peintre italien du Moyen Âge.

## Biographie
Luca Baudo est surtout actif à Gênes et en Ligurie de 1481 à 1510,.

## Principales œuvres
- Presepio (« crêche »), (1493), musée sant'Agostino, Gênes
- Triptyque représentant saint Bartolomé entre les saints Jean Baptiste et Cathérine, église sainte Marguerite, Pontedassio
- Présentation au Temple (1497), musée de Tessé, Le Mans[3]
- Sant'Eligio et Sant'Ampelio (retable), cathédrale San Michele Arcangelo, Albenga
- San Michele arcangelo.

## Sources
- Voir notes et références